# Akulino (rejon łokniański)
Akulino (ros. Акулино) – wieś (ros. деревня, trb. dieriewnia) w zachodniej Rosji, w wołoscie Michajłowskaja (osiedle wiejskie) rejonu łokniańskiego w obwodzie pskowskim.

## Geografia
Miejscowość położona jest nad rzeką Łoknia, 4,5 km od drogi regionalnej 58K-019 (Łoknia – Chriapjewo), 4 km od centrum administracyjnego osiedla wiejskiego (Michajłow Pogost), 8 km od centrum administracyjnego rejonu (Łoknia), 149 km od stolicy obwodu (Psków).

## Demografia
W 2010 r. miejscowość nie posiadała mieszkańców.